# Alex Vanopslagh
Alex Dominique Kristensen Vanopslagh (født 17. oktober 1991 i Épernay, Frankrig) er en dansk politiker, medlem af Folketinget og politisk leder for Liberal Alliance. Han er tidligere landsformand for Liberal Alliances Ungdom.

## Baggrund og uddannelse
Alex Vanopslagh blev født den 17. oktober 1991 i Frankrig som søn af en fransk far, slagter Samuel Vanopslagh, og en dansk mor, produktionsassistent Anni Kristensen Sørensen.
Alex Vanopslagh flyttede som 5-årig til Danmark og er opvokset i Struer og nu bosat i Vanløse. I 2009 flyttede han til Herning og blev i 2011 student fra Herning HF- og studenterkursus (STX). Han ville gerne have været journalist, men han missede en adgangssamtale på Journalisthøjskolen i Aarhus, da han tog en forkert bus. Han er B.Sc. i statskundskab fra Syddansk Universitet i Odense. Han er uddannet cand.scient.pol. fra Københavns Universitet i 2016.
Vanopslagh fik som 14-årig sort bælte i karate.

## Politisk karriere
Ved Liberal Alliances Ungdoms landsmøde i 2014 afløste han Rasmus Brygger som formand. Vanopslagh blev genvalgt på landsmødet i 2015 og valgte ikke at genopstille ved landsmødet i 2016. I et 2021-interview med Altinget fortalte han, at han et enkelt år som 14-årig umiddelbart efter Muhammed-krisen havde været medlem af Dansk Folkepartis Ungdom.
I efteråret 2016 blev han valgt som Liberal Alliances spidskandidat til kommunalvalget i november 2017 og med 3.563 personlige stemmer valgt ind i borgerrepræsentationen i Københavns Kommune.
Vanopslagh blev i august 2018 ny spidskandidat for Liberal Alliance i Vestjyllands Storkreds til folketingsvalget i 2019, da Leif Mikkelsen ikke genopstillede.
Han blev valgt med 3.337 personlige stemmer. Fire dage efter valget blev han, med opbakning af partiets folketingsgruppe, Liberal Alliances nye politiske leder, efter Anders Samuelsen havde trukket sig.
Ved folketingsvalget 2022, Vanopslags første som politisk leder, fik Liberal Alliance det bedste valgresultat i partiets historie med 7,9% af stemmerne og 14 mandater. Vanopslagh selv blev med 38.284 personlige stemmer i Østjyllands Storkreds genvalgt som den politiker med 4. flest personlige stemmer på landsplan. Han blev i marts 2023 tildelt den prestigiøse Fonsmark-pris af Berlingske opkaldt efter Henning Fonsmark for som borgerlig tænker "i ekstraordinær grad [at have] præget samfundsdebatten" bl.a. på baggrund af sin valgkampagne Du kan godt.
I juni 2023 udgav Alex Vanopslagh bogen Vejen til ansvar.

### Bolig- og bopælssag
I 2022 og 2023 kom der oplysninger frem om, at Alex Vanopslagh fra 2020 til 2022 uberettiget havde fået stillet en lejlighed til rådighed i København og modtaget tilskud til dobbelt husførelse af Folketinget efter at have afgivet forkerte oplysninger til Folketinget. I 2023 bragte Information en artikel, hvori fire juridiske eksperter udtalte, at sagen burde efterforskes for bedrageri af politiet, hvorefter Enhedslisten og Alternativet krævede, at Folketingets Præsidium undersøgte, om der var grundlag for en politianmeldelse. Folketingets Præsidium besluttede 21. marts 2023 ikke at gå videre med sagen.